# Pāhalat
Pāhalat (persiska: پاهَلَت, پاعِلَت, پاهلَت, پاهلت) är en ort i Iran.   Den ligger i provinsen Lorestan, i den västra delen av landet, 400 km sydväst om huvudstaden Teheran. Pāhalat ligger 1 013 meter över havet och antalet invånare är 216.
Terrängen runt Pāhalat är huvudsakligen kuperad, men åt nordost är den platt. Pāhalat ligger nere i en dal.Runt Pāhalat är det ganska tätbefolkat, med 72 invånare per kvadratkilometer. Närmaste större samhälle är Vasīān, 1,8 km väster om Pāhalat. Omgivningarna runt Pāhalat är i huvudsak ett öppet busklandskap.